# 班目隆雄
班目 隆雄（まだらめ たかお。1947年- ）は日本競輪選手会福島支部に所属していた元競輪選手。兄は班目秀雄。日本大学出身。
1968年、ウルグアイ・モンテビデオで開催された世界自転車選手権のアマチュア・タンデムスプリントにおいて、大学時代は良きライバルでもあった井上三次とペアを組み3位入賞。井上とともに、日本人選手として同大会のメダリスト第一号となった。
その後井上とともに日本競輪学校第28期生として競輪選手デビュー。素質は兄・秀雄以上と言われた。1978年の高松宮杯で決勝8着という実績がある。その後、街道練習中に交通事故に遭い大怪我を負い、一時は再起不能と医師から宣告されたが戦線に復帰。1987年に引退。

## エピソード
班目が銅メダルを獲得した上記の世界選手権だが、プロ側は平間誠記らが出場する予定となっていた。しかし、平間が平塚競輪場で行われていた世界選の合宿練習の際に死亡したことを受け、プロ側のみ同大会の参加を見送った。